# Хонсю
Хо́нсю либо Хонсю́ (яп. 本州 хонсю:), также Хо́ндо (本島), Ниппо́н (日本; ныне малоупотребительные названия) — крупнейший остров Японского архипелага. Омывается Тихим океаном и его морями — Японским и Внутренним Японским.

## Этимология
Название от японского хон — «главный», сю — «провинция по старому административному делению» (ныне — историческая область), то есть «главная провинция». До изменения административного деления назывался «Хондо», где до — «область». В некоторых русскоязычных энциклопедиях XIX—XX веков иногда встречается название Ниппон.

## География
Длина острова 1300 км, ширина варьирует от 50 до 230 км, его суммарная площадь составляет 227 969,74 км², примерно 60 % всей площади Японии. Остров Хонсю чуть меньше острова Великобритания (Британские острова). Протяжённость береговой линии 5450 км.
Самая северная точка острова — мыс Омадзаки (41°33′ с. ш.), самая южная — мыс Куресаки (33°26′ с. ш.). Протяжённость территории острова с севера на юг — 903,5 км. Самая западная точка — мыс Бисянохана (130°51′ в. д.), самая восточная — мыс Тодогасаки (142°4′ в. д.). Протяжённость территории острова с запада на восток — 986 км.
Рельеф Хонсю гористый. Среди гор много вулканов. Крупнейший из них — Фудзияма (3776 м), является символом Японии. Благодаря ему Хонсю является 7-м по высоте островом мира. Крупнейшая река острова — Синано. Климат Хонсю очень разнообразен — от континентального на севере до субтропического на юге. Горы острова создают разницу в климате юго-восточной (тихо-океанской) и северо-западной (Японского моря) частей острова.
На Хонсю часто случаются землетрясения, поскольку остров находится на стыке трёх формационных плит. Крупнейшие разломы — Медианная тектоническая линия и Фосса магна.

## Регионы и префектуры
Остров условно разделён на пять регионов: Тюгоку (западный), Кансай (южный, восточней от Тюгоку), Тюбу (центральный), Канто (восточный) и Тохоку (северный). Регионы делятся на 34 префектуры, включая Токио. В состав префектур, помимо территории Хонсю, входят некоторые мелкие острова, в том числе Огасавара, Садо, Идзу-Осима, Авадзи.
Список регионов и префектур
- Кансай — префектуры Миэ, Сига, Киото, Осака, Хиого, Нара, Вакаяма.
- Канто — префектуры Ибараки, Тотиги, Гумма, Сайтама, Тиба, Токио, Канагава.
- Тохоку — префектуры Аомори, Иватэ, Мияги, Акита, Ямагата, Фукусима.
- Тюбу — префектуры Ниигата, Тояма, Исикава, Фукуи, Яманаси, Нагано, Гифу, Сидзуока, Айти.
- Тюгоку — префектуры Тоттори, Симане, Окаяма, Хиросима, Ямагути.

## Города
На острове Хонсю расположены крупнейшие японские города: Токио, Иокогама, Осака, Нагоя, Киото, Хиросима и др.

## Население
До конца XIX века остров населяли также айны, которые были полностью вытеснены на остров Хоккайдо японцами. Население острова составляет 104 млн жителей (2017) — это около 75 % всего населения страны.